# Fred Dryer
John Frederick „Fred“ Dryer (* 6. Juli 1946 in Hawthorne, Kalifornien) ist ein US-amerikanischer Schauspieler, Regisseur und ehemaliger American-Football-Spieler.

## Leben
Bevor er begann als Schauspieler zu arbeiten, war Fred Dryer als Football-Spieler aktiv. Seine Laufbahn begann an der San Diego State University. Später wurde er von den New York Giants angeworben, wo er von 1969 bis 1971 spielte. Andere Teams, für die er spielte, waren die New England Patriots sowie die Los Angeles Rams.
Nach 14 Jahren beendete er seine Karriere im Football und begann Anfang der 1980er Jahre zu schauspielern. Sein erster Film mit dem Titel The Star Maker wurde 1981 für das Fernsehen produziert. Seine bekannteste Rolle ist die des Sergeant Rick Hunter in der Fernsehserie Hunter, die von 1984 bis 1991 produziert wurde. Dryer betätigte sich auch als Regisseur. Er inszenierte eine Episode der Serie Hunter und drehte im Jahr 2000 den Thriller Highway 395.
Fred Dryer war von 1983 bis 1988 mit der Schauspielerin Tracy Vaccaro verheiratet, gemeinsam haben sie eine Tochter.

## Filmografie (Auswahl)
- 1983: Auf dem Highway ist wieder die Hölle los (Cannonball Run II)
- 1984: Hart aber herzlich (Staffel 05 Folge 19 In letzter Minute)
- 1984–1991: Hunter (Fernsehserie, 152 Folgen)
- 1987: Helden USA (Death Before Dishonor)
- 1994: Treffpunkt Bangkok (Day of Reckoning)
- 1995–1996: Land’s End – Ein heißes Team für Mexico (Land’s End, Fernsehserie, 22 Folgen)
- 1998: Diagnose: Mord (Rache und Vergeltung)
- 2000: Highway 395
- 2000: In den Fängen der Spinne (Warm Texas Rain)
- 2000: King of B-Movies (The Independent)
- 2000: Relic Hunter – Die Schatzjägerin (Relic Hunter, Fernsehserie, Folge 2x07)
- 2000: Wild Grizzly – Jagd auf Leben und Tod (Wild Grizzly)
- 2002: Die Liga der Gerechten (Justice League, Zeichentrickserie, 2 Folgen, Sprechrolle)
- 2002: Hunter: Return to Justice
- 2002: Shakedown
- 2003: Fire Over Afghanistan
- 2003: Hunter (Fernsehserie, 5 Folgen)
- 2003: Hunter – Spiel ohne Warnschuß (Hunter: Back in Force)
- 2005: Out of Practice – Doktor, Single sucht … (Out of Practice, Fernsehserie, Folge 1x20)
- 2005: Suits on the Loose
- 2009: Aus Versehen glücklich (Accidentally on Purpose, Fernsehserie, Folge 1x11)
- 2013: Snake and Mongoose
- 2013: The Exes (Fernsehserie, Folge 3x06)
- 2013: The Millers (Fernsehserie, Folge 1x08)
- 2013: The Wrong Woman
- 2014: Crisis (Fernsehserie, 4 Folgen)
- 2015: Marvel’s Agents of S.H.I.E.L.D. (Fernsehserie, Folge 2x11)
- 2018: Navy CIS (Fernsehserie, Folge 16×05)